# 金森香
金森 香（かなもり かお、1974年 - ）は、日本のプロデューサー。東京都出身。父親は舞台装置家の金森馨。Central Saint Martins College of Art Design (Critical Fine Art Practice）卒業。

## 概要
出版社リトルモアで広報・リトルモアギャラリーの担当として勤務。2001年ファッションブランド「シアタープロダクツ」を武内昭と中西妙佳と設立。広報・コミュニケーション関係の企画・マネジメント業務を担当する。　2017年まで取締役を務める。また、2009年、中村茜、藤原徹平らと、「NPO法人DRIFTERS INTERNATIONAL」を設立。「ドリフのファッション研究室」、地域の芸術祭「スペクタクル・イン・ザ・ファーム」、「ドリフターズ・サマースクール」などの教育事業の企画などを行う。2020年は渋谷スクランブルスクエアQWSでのオンライン講座シリーズ「RE/CREATION」を実施した。また、危口統之による「悪魔のしるし」の立ち上げにも携わり、制作や広報を担当した。
2018年、株式会社ロフトワークの新規事業「AWRD」プラットフォームのサービス設計・企画に参画。
2019年、「True Colors Festival - 超ダイバーシティ芸術祭 - 」ではディレクターとして携わる。2020年より株式会社precogの執行役員兼広報・ブランディングディレクターとして、バリアフリー型の動画配信プラットフォーム「THEATRE for ALL」事業のプロジェクトディレクターを担う。